# Villvattnet
Villvattnet är en sjö i Skellefteå kommun i Västerbotten och ingår i Rickleåns huvudavrinningsområde. Sjön har en area på 2,21 kvadratkilometer och ligger 236,4 meter över havet. Sjön avvattnas av vattendraget Sikån.

## Delavrinningsområde
Villvattnet ingår i det delavrinningsområde (716757-170684) som SMHI kallar för Utloppet av Villvattnet. Medelhöjden är 255 meter över havet och ytan är 18,4 kvadratkilometer. Räknas de 43 avrinningsområdena uppströms in blir den ackumulerade arean 370,01 kvadratkilometer. Sikån som avvattnar avrinningsområdet har biflödesordning 2, vilket innebär att vattnet flödar genom totalt 2 vattendrag innan det når havet efter 82 kilometer. Avrinningsområdet består mestadels av skog (61 procent) och sankmarker (14 procent). Avrinningsområdet har 2,02 kvadratkilometer vattenytor vilket ger det en sjöprocent på 10,9 procent.